# Arbeitsgemeinschaft Deutscher Rinderzüchter
Die Arbeitsgemeinschaft Deutscher Rinderzüchter (ADR) war der Dachverband der organisierten Rinderzucht in Deutschland in der Rechtsform eines eingetragenen Vereins mit Sitz in Bonn. Er ging 2017 mit anderen Organisationen im Bundesverband Rind und Schwein auf.
Der Verein diente der Zusammenfassung und Förderung aller Bestrebungen zur Verbesserung von Zucht, Haltung, Besamung, Embryotransfer und der Leistungsprüfungs- und Qualitätsprüfung bei Rindern sowie der Verwertung ihrer Erzeugnisse.

## Mitgliedsverbände
- Arbeitsgemeinschaft Süddeutscher Rinderzucht- und Besamungsorganisationen e.V.[2]
- Deutscher Holstein Verband e.V.[3]
- Deutscher Verband für Leistungs- und Qualitätsprüfungen e.V.[4]
- Bundesverband Deutscher Fleischrinderzüchter und -halter e.V.[5]

## Vorstand
Der Vorstand wurde auf 3 Jahre gewählt und umfasste 12 Mitglieder. Ihm gehörten an:
- Josef Hannen, Vorsitzender; dann auch erster Vorsitzender des BRS e.V.,
- Erich Pilhofer, Stellvertretender Vorsitzender
- Bianca Lind, Geschäftsführendes Vorstandsmitglied

## Aufgaben
Der Verband vertrat die Interessen in den Bereichen Zucht, Besamung, Leistungsprüfung und Zuchtwertschätzung insbesondere von
- 19 Züchtervereinigungen
- 10 Zucht- und Besamungsorganisationen
- 10 Besamungsstationen
- 14 Milchprüforganisationen (12 Landeskontrollverbände, 2 Milchprüfringe)
- 22 Rasseverbänden.

Zu den Aufgaben gehörte vornehmlich:
- mit Behörden und anderen Organisationen in allen Angelegenheiten der Rinderproduktion und der Verwertung ihrer Erzeugnisse in enger  Abstimmung mit der berufsständigen Vertretung zu verhandeln und sie fachlich zu beraten,
- einheitliche Grundsätze zu erarbeiten insbesondere für
  - Zuchtbuchführung zu künstlicher Besamung, Biotechniken speziell Embryotransfer, Leistungsprüfungs- und Qualitätsprüfung, Zuchtwertschätzungen, Förderung der Gesunderhaltung der Rinderbestände, Tierschutz sowie
  - Anerkennungs-, Ausstellungs- und Ausbildungswesen,
- Mitwirkung bei wissenschaftlicher Forschung und Versuchen in den Bereichen Rinderproduktion, Tierschutz und Tiergesundheit,
- internationale Vertretung der deutschen Rinderproduktion
- Förderung der Rinderproduktion und der Vermarktung ihrer Erzeugnisse in Fachgremien unter Beteiligung von Vertretern des Bundes, der Wissenschaft und ggf. angrenzender Wirtschaftsbereiche
- Förderung der Leistungs- und Erhaltungszucht.

Die vom ADR dabei über die Jahre hinweg erarbeiteten Empfehlungen und Richtlinien zur vielen Fragen der Rinderzucht sind als Bewertungsmaßstab im Sinne von Regeln guter fachlicher Praxis bzw. des Standes der Technik weiterhin von praktischer Bedeutung.

## Auszeichnungen
- ADR-Ehrenmedaille[7]
- Richard-Götze-Medaille

## Netzwerk mit Verbänden (Auswahl)
- Arbeitsgemeinschaft Embryotransfer deutschsprachiger Länder (AET-d)
- Deutscher Bauernverband e.V. (DBV)
- Deutsche Landwirtschaftsgesellschaft e.V. (DLG)
- Deutscher Raiffeisenverband e.V. (DRV)
- Arbeitsgemeinschaft Deutscher Tierzüchter e.V. (ADT)
- Deutsche Gesellschaft für Züchtungskunde e.V. (DGFZ)
- Bundesvereinigung der Deutschen Ernährungsindustrie e.V. (BVE)
- Zentralverband der Deutschen Schweineproduktion e.V. (ZDS)
- Zentralverband der Deutschen Geflügelwirtschaft e.V. (ZDG)
- Deutscher Vieh- und Fleischhandelsbund e.V. (DVFB)
- Verband der Fleischwirtschaft e.V. (VDF)
- Bundesverband Deutscher Pflanzenzüchter e.V. (BDP)
- Bundesverband der Erzeugerorganisationen Obst und Gemüse e.V. (BVEO)
- Verband Deutscher Maschinen- und Anlagenbau e.V. (VDMA)